# Nationales chinesisches Siegelmuseum
Das Nationale chinesische Siegelmuseum (中国印学博物馆,  Zhōngguó Yìnxué Bówùguǎn) wurde 1999 von der Xiling-Siegelgesellschaft der Öffentlichkeit zugänglich gemacht. Es ist am Westsee in Hangzhou gelegen. Es befasst sich nicht nur mit den in Ostasien weit verbreiteten geschnitzten Siegeln, sondern auch allgemein mit schriftlichen Dokumenten auf Metall und Stein.

## Gründung und Zielsetzung

### Xiling-Siegelgesellschaft
Die Xiling-Siegelgesellschaft (西泠印社,  Xīlíng yìnshè), gegründet 1904, ist ein "Schatz" der ethnischen Kultur Chinas, der das Ziel hat, die Inschriften auf Metallen und Steinen zu bewahren.
Zu den Schwerpunkten der Tätigkeit gehören: Veröffentlichungen, Ausstellung und Sammlung historischer Objekte, kulturelle Kontakte mit dem Ausland; dadurch konnten diese kulturellen und künstlerischen Schätze Chinas wirkungsvoll genutzt werden.
Unter den wechselhaften historischen Bedingungen seit der Gründung vor 100 Jahren haben ihr zahlreiche national und international anerkannte Gelehrte, Künstler, Theoretiker, Sammler und Connoisseure aus der Welt der Metall- und Steininschriften angehört.

### Namhafte Mitglieder der Siegelgesellschaft
- Wu Changshuo (吴昌硕,  Wú Chāngshuò), 1844–1927
- Li Shutong (李叔同,  Lǐ Shūtóng), (1880–1942), eher bekannt unter seinem buddhistischen Namen Hong Yi.
- Feng Zikai (丰子恺,  Fēng Zǐkǎi), 1898–1975.
- Huang Binhong (黄宾虹,  Huáng Bīnhóng), 1865–1955.
- Ma Heng (马衡,  Mǎ Héng), 1881–1955.
- Zhang Zongxiang (张宗祥,  Zhāng Zōngxiáng), 1982–1965.
- Ma Yifu (马一浮,  Mǎ Yīfú), 1883–1967, Neokonfuzianer.[1][2]
- Pan Tianshou (潘天寿,  Pān Tiānshòu), 1897–1971, Maler[3]
- Fu Baoshi (傅抱石,  Fù Bàoshí), 1904–1965.[4][5]
- Sha Menghai (沙孟海,  Shā Mènghǎi), 1900–1992. Kalligraph, ab 1979 Direktor der Xiling-Siegelgesellschaft.[6][7]
- Zhao Puchu (赵朴初,  Zhào Pǔchù), 1907–2000. Politiker und Kalligraph, ab 1993 Direktor der Xiling-Siegelgesellschaft[6]
- Qi Gong (启功,  Qǐ Gōng) 1912–2005, ab 2002 Direktor der Xiling-Siegelgesellschaft.[6]
- Rao Zongyi (饒宗頤,  Ráo Zōngyí), 1917–2013. Kunstwissenschaftler und Kalligraph, ab 2005(?) Direktor der Xiling-Siegelgesellschaft.

### Nationales chinesisches Siegelmuseum
Auf dem Territorium und durch das kulturelle Vermögen der Xiling-Gesellschaft konnte 1999 das Nationale chinesische Siegelmuseum für die Öffentlichkeit zugänglich gemacht werden. Ziel ist es, auf Grundlage der Siegelkultur Ausstellungen zu Kalligraphie und Malerei durchzuführen, die intellektuelle Erkenntnis auszuweiten und den kulturellen Austausch zu fördern.
Das „Nationale chinesische Siegelmuseum“ ist zurzeit das einzige Museum innerhalb Chinas, welches sich speziell mit der Siegelkunde und der Kunst des Siegelschneidens befasst. Es wurde am 26. September 1999 der Öffentlichkeit zugänglich gemacht.
Das Siegelkundemuseum befindet sich am Ostende der Xiling-Brücke des Westsees. Das Gebäude umfasst 1300 m². Die Namensinschrift wurde von Zhao Puchu erstellt. Vor dem Hauptgebäude wurde ein 4,20 m hoher Siegelgriff in Form eines weißen Drachen aufgestellt. Im Hauptgebäude befinden sich die Halle der historischen Staatssiegel, die Halle der Siegelschneidekunst und die Halle der Kalligraphie. Die ausgestellten Objekte zeigen die Entwicklungsgeschichte der Siegel und der Siegelkunde und sind eine Auswahl aus den besten 600 Objekten; darunter auch selten gezeigte Keramik-Scheiben aus der frühen Qin-Zeit, Tonsiegel und die unvergleichlichen Staatssiegel der Qin- und der Han-Dynastie; das früheste Album weltweit mit Siegelabdrücken, aus der Ming-Zeit, gesammelt von der Familie Gu; Originale und Arbeiten von den Meistern aller Kunstströmungen der Ming- und der Qing-Zeit. Zudem befindet sich hier die Halle zur Geschichte der Xiling-Gesellschaft. Die überdachten Gänge, die harmonische Beziehung der Gebäude der Siegelgesellschaft und des Siegelmuseums ergeben eine organische Einheit, eingebettet in die Landschaft des Westsees.